# Мюлькюдере
Мюлькюдере (азерб. Mülküdərə) — село в административно-территориальном округе села Аракюль Ходжавендского района Азербайджана.

## География
Сёла Аракюль, Буньядлы, Джилан, Дашбашы, Мюлкюдере входят в состав Аракюльского сельского административно-территориального округа Ходжавендского района, при этом село Аракюль является центром этого сельского административно-территориального округа.
Село расположено в подножии Карабахского хребта.

## История
При советской власти в 1923 году в составе Азербайджанской ССР была создана Автономная Область Нагорного Карабаха, которая в 1936 году была переименована в Нагорно-Карабахскую автономную область (НКАО). Село Мюлькюдере входило в состав Аракюльского сельсовета Гадрутского района Нагорно-Карабахской Автономной Области (НКАО) Азербайджанской ССР.
2 сентября 1991 года на совместной сессии Нагорно-Карабахского областного и Шаумяновского районного Советов народных депутатов была принята Декларация о провозглашении Нагорно-Карабахской Республики в границах Нагорно-Карабахской автономной области (НКАО) и сопредельного Шаумяновского района Азербайджанской ССР.
26 ноября 1991 года Верховный Совет Азербайджанский Республики принял Закон "Об упразднении Нагорно-Карабахской автономной области Азербайджанской Республики". В этом Законе было постановлено помимо упразднения Нагорно-Карабахской Автономной Области (НКАО), в том числе также и переименование Мартунинского района в Ходжаведский, упразднение Гадрутского района и присоединение территории Гадрутского района в состав Ходжавендского района. В настоящее время село Мюлькюдере входит в состав Аракюльского сельского административно-территориального округа Ходжавендского района Азербайджана.
В ходе Карабахского конфликта, село 2 октября 1992 года было занято армянскими вооружёнными силами и попало под контроль непризнанной Нагорно-Карабахской Республики (НКР). Согласно административно-территориальному делению непризнанной республики, контролировавшей село с 1992 до 2020 года, село располагалось в Гадрутском районе НКР и называлось Джраберд (арм. Ջրաբերդ).
20 октября 2020 года, в ходе Второй Карабахской войны, Президент Азербайджана Ильхам Алиев объявил о восстановлении Азербайджаном контроля над селом Мюлькюдере.
24 мая 2021 года Минобороны Азербайджана обнародовало видеокадры из села Мюлькюдере, где остались только руины домов.

## Население
По данным «Свода статистических данных о населении Закавказского края, извлеченных из посемейных списков 1886 года», в селе Мюлькадара Замзурского (ныне село Дерекенд) сельского округа Джебраильского уезда Елизаветпольской губернии было 29 дымов и проживало 213 армян. Всё население являлось владельческими крестьянами.
По состоянию на 1 января 1933 года в селе проживало 550 человек (97 хозяйств), все  — армяне.